# Dave Twardzik
David John Twardzik (Hershey, 20 settembre 1950) è un ex cestista, allenatore di pallacanestro e dirigente sportivo statunitense, professionista nella ABA e nella NBA.

## Carriera
Venne selezionato dai Portland Trail Blazers al secondo giro del Draft NBA 1972 (26ª scelta assoluta).

## Palmarès

### Giocatore
- Campionato NBA: 1

Portland Trail Blazers: 1977
- ABA All-Star Game: 1

1975
- Ventiquattresimo miglior giocatore per palle rubate di sempre ABA